# Bos-tolslak
De bos-tolslak (Euconulus trochiformis) is een slakkensoort uit de familie van de tolslakken (Euconulidae). De wetenschappelijke naam van de soort werd voor het eerst geldig gepubliceerd in 1803 door George Montagu.

## Kenmerken
Het dextrale slakkenhuisje is conisch met een matig convexe basis. In habitus lijkt de schaal daarom conisch bolvormig. De afmetingen zijn 2,8 tot 3,5 mm breed en 2 tot 2,5 mm hoog. Het heeft vijf windingen die matig en gelijkmatig toenemen. De windingen zijn aan de omtrek sterk gewelfd en van elkaar gescheiden door een diepe naad. De omtrek is bijna recht. De mond staat schuin ten opzichte van de windingas. De mond is asymmetrisch halvemaanvormig. De mondzoom is eenvoudig, recht en niet verdikt. Door de smalle winding is er geen navel te zien.
De huisjes zijn honingbruin en doorschijnend. De bovenkant van het huisje is erg glanzend. Er zijn vage spiraalvormige lijnen aan de onderkant. Hier is het oppervlak slechts matglanzend. Het zachte lichaam van het dier is grijs. Doordat het zachte lichaam door het huisje heen schijnt, oogt de kast lichtbruin.

### Vergelijkbare soorten
De moerastolslak (Euconulus praticola) heeft het donkerste huisje, gevolgd door de bos-tolslak, die een veel lichtere huisje heeft. De gladde tolslak (Euconulus fulvus) is erg helder (de helderste). Dit komt door de kleur van het zachte lijfje. De moerastolslak heeft een blauwzwart tot zwart zacht lichaam, de bos-tolslak heeft een lichtgrijs zacht lichaam, terwijl de gladde tolslak ook een heel licht zacht lichaam heeft.
In de moerastolslak is de basis minder afgeplat en meer afgerond in vergelijking met de andere twee tolslakken, en is de naad dieper. De mond van de gladde tolslak is ongeveer symmetrisch halvemaanvormig, terwijl de moerastolslak en bos-tolslak een duidelijk asymmetrische halvemaanvormige opening hebben. De moerastolslak en de bos-tolslak bewonen nattere leefgebieden dan de gladde tolslak.

## Geografische spreiding en leefgebied
Het exacte verspreidingsgebied is zeer slecht bekend. Deze soort komt voor in Europa inclusief de Britse Eilanden en Scandinavië.
De soort geeft de voorkeur aan oude, vochtige bossen, waar de dieren in het bladafval en het strooisel leven. De soort lijkt een voorkeur te hebben voor nattere locaties dan de gladde tolslak. Soms komen beide soorten sympatrisch voor. In Zwitserland groeit de soort tot 2500 meter boven zeeniveau. Hij leeft daar doorgaans in zeer vochtige biotopen aan de rand van semi-eutrofe zegge-moerassen en -riet. Het wordt vaak geassocieerd met de dikke korfslak (Vertigo antivertigo).